# Tipifesten
Tipifesten var en årligt återkommande kulturfestival i Kullabygden under somrarna 1999-2008 med artister inom genrerna jazz, rock, pop, electronica, country och house. Besökarantalet varierade mellan 1 000 och 1 500 personer. Artister som har uppträtt under åren är bland annat Laleh, Jan Lundgren, Svenska Akademien (musikgrupp), Niccokick och Slagsmålsklubben. Banden uppträder av goodwill då festivalen är helt ideell och drivs utan vinstsyften. Föreningen har aldrig mottagit offentliga medel eller direkt sponsring för att genomföra arrangemanget. 
Efter festen år 2006 krävde Polisen i Höganäs Kommun att det skulle finnas av dem förordade ordningsvakter på plats och man drev en rättsprocess för att stoppa festivalen. LUNA Musikförening har i sitt medlemsutskick gått ut med att Tipifesten 2008 är den sista festen som arrangeras.